# Rallye Dakar 2012

Trasa rallye přes Argentinu, Chile a Peru.

Rallye Dakar 2012 byl 33. ročník slavné rallye. Již počtvrté se jel v Jižní Americe.

## Etapy
| 1                 | 1. ledna          | Mar del Plata     | Santa Rosa        |                           | 763      | 57       | 820      |          |          |          |
| 2                 | 2. ledna          | Santa Rosa        | San Rafael        | Motorky/Čtyřkolky/Kamiony | 487      | 295      | 782      |          |          |          |
| 2                 | 2. ledna          | Santa Rosa        | San Rafael        | Auta                      | 487      | 290      | 777      |          |          |          |
| 3                 | 3. ledna          | San Rafael        | San Juan          | Motorky/Čtyřkolky         | 291      | 270      | 561      |          |          |          |
| 3                 | 3. ledna          | San Rafael        | San Juan          | Auta/Kamiony              | 291      | 208      | 499      |          |          |          |
| 4                 | 4. ledna          | San Juan          | Chilecito         |                           | 424      | 326      | 750      |          |          |          |
| 5                 | 5. ledna          | Chilecito         | Fiambalá          | Motorky/Čtyřkolky         | 151      | 164      | 258      |          |          |          |
| 5                 | 5. ledna          | Chilecito         | Fiambalá          | Auta/Kamiony              | 246      | 177      | 363      |          |          |          |
| 6                 | 6. ledna          | Fiambalá          | Copiapó           |                           | 394      | 247      | 641      |          |          |          |
| 7                 | 7. ledna          | Copiapó           | Copiapó           |                           | 154      | 419      | 573      |          |          |          |
|                   | 8. ledna          | Copiapó           | Copiapó           | Rest day                  | Rest day | Rest day | Rest day | Rest day | Rest day | Rest day |
| 8                 | 9. ledna          | Copiapó           | Antofagasta       |                           | 245      | 477      | 722      |          |          |          |
| 9                 | 10. ledna         | Antofagasta       | Iquique           |                           | 9        | 556      | 565      |          |          |          |
| 10                | 11. ledna         | Iquique           | Arica             |                           | 317      | 377      | 694      |          |          |          |
| 11                | 12. ledna         | Arica             | Arequipa          | Motorky/Čtyřkolky         | 171      | 534      | 705      |          |          |          |
| 11                | 12. ledna         | Arica             | Arequipa          | Auta                      | 120      | 478      | 598      |          |          |          |
| 11                | 12. ledna         | Arica             | Arequipa          | Kamiony                   | 120      | 432      | 552      |          |          |          |
| 12                | 13. ledna         | Arequipa          | Nazca             | Motorky/Čtyřkolky         | 259      | 245      | 504      |          |          |          |
| 12                | 13. ledna         | Arequipa          | Nazca             | Auta/Kamiony              | 412      | 245      | 657      |          |          |          |
| 13                | 14. ledna         | Nazca             | Pisco             |                           | 100      | 275      | 375      |          |          |          |
| 14                | 15. ledna         | Pisco             | Lima              |                           | 254      | 29       | 283      |          |          |          |
| Cíl v Limě        |                   |                   |                   |                           |          |          |          |          |          |          |
| CELKEM            | CELKEM            | CELKEM            | CELKEM            | CELKEM                    | km       | km       | km       |          |          |          |
| Motorky/Čtyřkolky | Motorky/Čtyřkolky | Motorky/Čtyřkolky | Motorky/Čtyřkolky | Motorky/Čtyřkolky         | 4019     | 4372     | 8391     |          |          |          |
| Auta              | Auta              | Auta              | Auta              | Auta                      | 4216     | 4161     | 8377     |          |          |          |
| Kamiony           | Kamiony           | Kamiony           | Kamiony           | Kamiony                   | 4216     | 4120     | 8336     |          |          |          |

## Výsledky

### Motocykly
|       | Výsledky etap | Výsledky etap    | Výsledky etap | Výsledky etap | Výsledky etap | Celkové pořadí | Celkové pořadí   | Celkové pořadí | Celkové pořadí | Celkové pořadí |
| Etapa | Poz.          | Závodník         | Značka        | Čas           | Rozdíl        | Poz.           | Závodník         | Značka         | Čas            | Rozdíl         |
| ----- | ------------- | ---------------- | ------------- | ------------- | ------------- | -------------- | ---------------- | -------------- | -------------- | -------------- |
| 1     | 1             | Francisco López  | Aprilia       | 32:37         |               | 1              | Francisco López  | Aprilia        | 32:37          |                |
| 1     | 2             | Marc Coma        | KTM           | 32:51         | 0:14          | 2              | Marc Coma        | KTM            | 32:51          | 0:14           |
| 1     | 3             | Javier Pizzolito | Honda         | 33:04         | 0:27          | 3              | Javier Pizzolito | Honda          | 33:04          | 0:27           |

### Čtyřkolky
|       | Výsledky etap | Výsledky etap     | Výsledky etap | Výsledky etap | Výsledky etap | Celkové pořadí | Celkové pořadí    | Celkové pořadí | Celkové pořadí | Celkové pořadí |
| Etapa | Poz.          | Závodník          | Značka        | Čas           | Rozdíl        | Poz.           | Závodník          | Značka         | Čas            | Rozdíl         |
| ----- | ------------- | ----------------- | ------------- | ------------- | ------------- | -------------- | ----------------- | -------------- | -------------- | -------------- |
| 1     | 1             | Sergio Lafuente   | Yamaha        | 40:13         |               | 1              | Sergio Lafuente   | Yamaha         | 40:13          |                |
| 1     | 2             | Marcos Patronelli | Yamaha        | 41:07         | 0:54          | 2              | Marcos Patronelli | Yamaha         | 41:07          | 0:54           |
| 1     | 3             | Tomas Maffei      | Yamaha        | 41:20         | 1:07          | 3              | Tomas Maffei      | Yamaha         | 41:20          | 1:07           |

### Auta
|       | Výsledky etap | Výsledky etap                          | Výsledky etap | Výsledky etap | Výsledky etap | Celkové pořadí | Celkové pořadí                         | Celkové pořadí | Celkové pořadí | Celkové pořadí |
| Etapa | Poz.          | Závodník                               | Značka        | Čas           | Rozdíl        | Poz.           | Závodník                               | Značka         | Čas            | Rozdíl         |
| ----- | ------------- | -------------------------------------- | ------------- | ------------- | ------------- | -------------- | -------------------------------------- | -------------- | -------------- | -------------- |
| 1     | 1             | Leonid Novickij Andreas Schultz        | Mini          | 32:12         |               | 1              | Leonid Novickij Andreas Schultz        | Mini           | 32:12          |                |
| 1     | 2             | Krzysztof Hołowczyc Jean-Marc Fortin   | Mini          | 32:17         | 0:05          | 2              | Krzysztof Hołowczyc Jean-Marc Fortin   | Mini           | 32:17          | 0:05           |
| 1     | 3             | Stéphane Peterhansel Jean Paul Cottret | Mini          | 32:21         | 0:09          | 3              | Stephane Peterhansel Jean Paul Cottret | Mini           | 32:21          | 0:09           |

### Kamiony
|       | Výsledky etap | Výsledky etap                               | Výsledky etap | Výsledky etap | Výsledky etap | Celkové pořadí | Celkové pořadí                              | Celkové pořadí | Celkové pořadí | Celkové pořadí |
| Etapa | Poz.          | Závodník                                    | Značka        | Čas           | Rozdíl        | Poz.           | Závodník                                    | Značka         | Čas            | Rozdíl         |
| ----- | ------------- | ------------------------------------------- | ------------- | ------------- | ------------- | -------------- | ------------------------------------------- | -------------- | -------------- | -------------- |
| 1     | 1             | Marcel Van Vliet Bell Peter Serge Bruykenss | MAN           | 37:45         |               | 1              | Marcel Van Vliet Bell Peter Serge Bruykenss | MAN            | 37:45          |                |
| 1     | 2             | Gerard de Rooy Darek Rodewald Tom Cosoul    | Iveco         | 38:11         | 0:26          | 2              | Gerard de Rooy Darek Rodewald Tom Cosoul    | Iveco          | 38:11          | 0:26           |
| 1     | 3             | Franz Echter Detlef Ruf Artur Klein         | MAN           | 38:41         | 0:56          | 3              | Franz Echter Detlef Ruf Arthur Klein        | MAN            | 38:41          | 0:56           |